# Čauševići
Čauševići (cyr. Чаушевићи) – wieś w Serbii, w okręgu zlatiborskim, w gminie Prijepolje. W 2011 roku liczyła 149 mieszkańców.